# Francisco Vaz da Costa
Francisco Vaz da Costa, conhecido como Di, (Lagoa Alegre, 8 de outubro de 1946) foi um bancário e político brasileiro, tendo sido vereador no município de União e candidato à prefeitura de Lagoa Alegre.

## Biografia
Francisco Vaz da Costa é filho de Aldenor da Silva Costa e Neuza Vaz Leal. É neto, pelo lado paterno, do latifundiário Alfredo da Silva Costa, conhecido como Cidone, e de Isabel Pereira de Sousa, a vovó Belinha; e, pelo lado materno, de Orestes Borges Leal e Maria Vaz Leal, a Nêga.
Foi o filho mais velho entre seis irmãos e teve seus primeiros anos educacionais em sua própria casa, tendo aulas com sua mãe, Neuza Leal. Em 1956, mudou-se com a família para a capital, Teresina, onde ingressou no colégio Liceu Piauiense.
Em outubro de 1965, casou-se com Maria do Carmo Machado Moita. Ele, aos 18 anos de idade; ela, aos 15. Viveram juntos por 37 anos, tendo dessa união nascido quatro filhos.

## Carreira
Em 1967, concluiu o curso de Contabilidade e adquiriu seu primeiro emprego na Fundação SESPI, em Teresina. Em 1968, iniciou o curso de Desenho Artístico e Publicitário pelo Instituto Universal Brasileiro. Prestou concurso para o cargo de bancário em 1971 e, sendo aprovado, ingressou no emprego, no qual permaneceria por 24 anos.

### Trajetória política
Em 1988, foi eleito vereador por União, representando o povoado Lagoa Alegre, quando passou a articular o projeto de emancipação política do lugarejo. Em sua trajetória na Câmara Municipal de União, Di estabeleceu contato com figuras que mais tarde o apoiariam na luta pela independência de Lagoa Alegre, como o deputado Adolfo Nunes e Tomaz Teixeira.
A partir de 1991, sua popularidade cresceu. O jornal O Dia destacou a atuação do vereador em prol da emancipação política-administrativa do povoado Lagoa Alegre em relação ao município de União: "O vereador do PSB de União, bancário Francisco Vaz da Costa, não desiste mesmo da ideia de emancipação política do povoado Lagoa Alegre, naquela região. Ele vem trabalhando para que o projeto de emancipação da localidade seja aprovado na Assembléia Legislativa, onde tem apoio de deputados comprometidos com os interesses daquele povo, dentre eles Adolfo Nunes (PSD)".

### A emancipação política de Lagoa Alegre
Em outubro de 1991, Di e Adolfo Nunes apresentaram o projeto de emancipação formulado. Uma vez apresentado o projeto, seria necessário um plebiscito onde a população do povoado diria "sim" pela elevação à categoria de município independente.
O plebiscito aconteceu no dia 19 de abril de 1992. Foram às urnas 1976 votantes, dos quais 54 votaram "Nulo"; 60 votaram em "Branco"; 123 votaram "Não", e 1739 votaram "Sim", tornando, assim, a localidade um município independente.
Em 29 de abril de 1992, a lei 4.477 foi assinada, tornando oficial a criação do município.